# あの手この手 (1954年の映画)
『あの手この手』（原題：Knock on Wood）は、1954年のアメリカ合衆国のコメディ映画。主演はダニー・ケイとマイ・セッタリング。監督・脚本・製作はメルヴィン・フランクとノーマン・パナマ。

## キャスト
※括弧内は日本語吹替（初回放送1973年6月29日『ゴールデン洋画劇場』）
- ジェリー／ジェリーの父：ダニー・ケイ（羽佐間道夫）
- イルゼ・ノードストロム：マイ・セッタリング（谷育子）
- ゴッドフリー・ラングストン：トリン・サッチャー
- マーティ・ブラウン：デヴィッド・バーンズ（勝田久）
- ラズロ・グローメク：レオン・アスキン
- モーリス・パピネク：アブナー・ビーバーマン
- ブロドニック：オットー・ウォルディス

## スタッフ
- 監督・製作・脚本：ノーマン・パナマ、メルヴィン・フランク
- 撮影：ダニエル・ファップ
- 編集：アルマ・マクロリー
- 音楽：ヴィクター・ヤング
- 歌唱：シルビア・ファイン